# Argus (Soest)
Argus is een gemeentelijk monument aan de Soesterbergsestraat 135 in de gemeente Soest in de provincie Utrecht.
De villa staat boven op een duin en werd in 1922 gebouwd als directeurswoning van de N.V. Photax in opdracht van de koopman W.J. Wouterlood uit Heemstede. Photax was een voorloper van het latere Chemco Nederland N.V. In 1935 werd rechtsachter de woning een laboratorium gebouwd. Dit werd later als schuur gebruikt. De nok van de woning staat haaks op de Soesterbergsestraat. De houten deur van de ingang bevindt zich in een aangebouwde portiek van de voorgevel. Links tegen de asymmetrische voorgevel is een erker gebouwd.